# 雅賓利大廈
雅賓利大廈（英語：The Albany）是由太古地產發展的豪宅，位於香港香港島中西區中半山雅賓利道，被香港動植物公園環抱，鄰近香港禮賓府。自1989年落成以來一直吸引不少城中名人追捧。

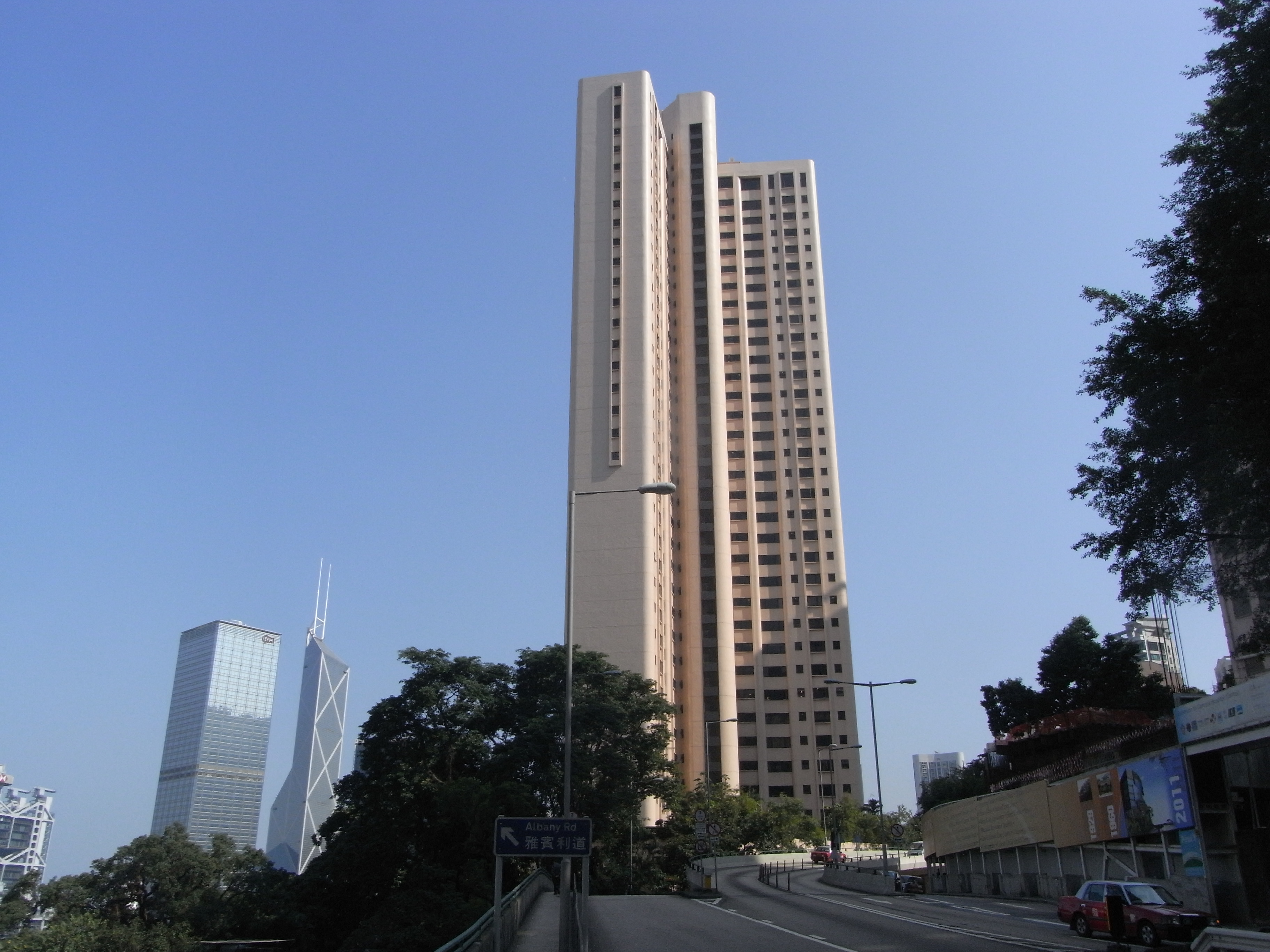
HK_Mid-levels_羅便臣道_Robinson_Road_east_Swire_property_Albany_Dec-2010

## 簡介
物業位處中環中半山雅賓利道，被香港動植物公園環抱，環境清幽，私隱度極高，步程十分鐘即達中環商業區。物業所有單位為大單位，大部份單位配置有露台，景觀以公園景致及中區都市景為主，高層單位更能遠眺優美維港海景。

## 設施
會所設有健美操練習室、燒烤區、高爾夫球練習場、健身室、室外游泳池、桑拿、壁球場、兒童遊樂場、室內遊樂區、藝術與娛樂多功能廳。

## 交通
港鐵
- █  港島綫、 █  荃灣綫：中環站

巴士